# Justo Oscar Laguna

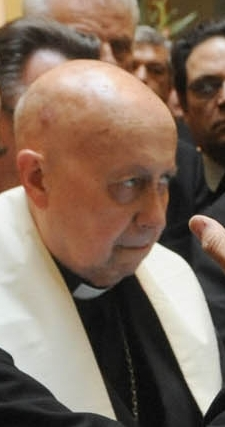
Justo Oscar Laguna

Justo Oscar Laguna (* 25. September 1929 in Buenos Aires; † 3. November 2011 ebenda) war ein argentinischer Geistlicher und römisch-katholischer Bischof von Morón.

## Leben
Justo Oscar Laguna, Sohn spanischer Eltern, empfing am 18. September 1954 die Priesterweihe. Er war Pfarrer der Kathedrale von San Isidro, Buenos Aires, später Spiritual und Geistlicher Leiter des diözesanen Priesterseminars sowie zwei Jahrzehnte lang Rektor des Seminars. 1961 wurde er Kanzler im Bistum San Isidro; von 1962 bis 1980 war er Generalvikar.
Papst Paul VI. ernannte ihn am 1. Februar 1975 zum Titularbischof von Lares und bestellte ihn zum Weihbischof im Bistum San Isidro. Der Bischof von San Isidro, Antonio María Aguirre, spendete ihm am 8. März desselben Jahres die Bischofsweihe; Mitkonsekratoren waren Alberto Devoto, Bischof von Goya und Manuel Tato, Bischof von Santiago del Estero. Sein bischöflicher Wahlspruch war „Verbo tuo laxabo rete“.
Am 22. Januar 1980 wurde er von Papst Johannes Paul II. zum Bischof von Morón ernannt und am 22. März desselben Jahres in das Amt eingeführt.
Am 30. November 2004 nahm Papst Johannes Paul II. seinen altersbedingten Rücktritt an; gleichwohl war er Apostolischer Administrator von Morón bis zur Ernennung seines Nachfolgers Luis Guillermo Eichhorn. Er starb an den Folgen einer Herzoperation und wurde in der Kathedrale von Morón bestattet.
Er war mehrere Jahre Präsident der Kommission für die soziale Pastoral und Präsident der theologischen Kommission (jetzt Glaube und Kultur) sowie Vorsitzender der Kommission für Ökumene der argentinischen Bischofskonferenz.

## Wirken
Justo Oscar Laguna galt als einer der wichtigen Persönlichkeiten der argentinischen Kirche der letzten 30 Jahre. Er suchte den Dialog und engagierte sich für den sozialen Bereich in Argentinien. Während der Militärregierungen von Jorge Rafael Videla, Roberto Eduardo Viola und Carlos Alberto Lacoste sowie Leopoldo Galtieri erarbeitete er im Auftrag der Bischofskonferenz einen Entwurf für die Wiederherstellung der verfassungsmäßigen Befugnisse. Er war Mitglied der Ständigen Versammlung für Menschenrechte. Nach dem Falklandkrieg 1982 rief er in einer Rede vor dem Servicio de la Reconciliación Nacional die Bevölkerung Argentiniens zu Frieden und Demokratie auf.
Mit Raúl Alfonsín verband ihn eine lebenslange Freundschaft; er spendete ihm an seinem Todestag am 31. März 2009 die Krankensalbung. Er galt zwar als moderator Bischof, war aber Kritiker der Präsidentschaft von Carlos Menem.
Laguna engagierte sich für die Einheit der Christen und führte einen tiefen Dialog mit dem Gelehrten und Rabbiner von Buenos Aires, Mario Rojzman. Gemeinsam führte man Pilgerfahrten nach Jerusalem durch. Nach einem Treffen mit Papst Johannes Paul II. schrieb er zusammen mit Mario Rojzman das Buch „Todos los caminos conducen a Jerusalén (y también a Roma)“ (dt.: Alle Wege führen nach Jerusalem (und Rom)).

## Veröffentlichungen
- Luces Y Sombras De La Iglesia Que Amo. Editorial Sudamericana 1996, ISBN 978-950-07-1168-5.
- El Ser Social, El Ser Moral y El Misterio. Editorial Sudamericana 1997, ISBN 978-950-07-1291-0.
- Todos los caminos conducen a Jerusalén (y también a Roma). Editorial Sudamericana 1998, ISBN 950-07-1407-8 (zusammen mit Mario Rojzman).
- La Soledad de Los Que No Creen. Editorial Sudamericana 2000, ISBN 978-950-07-1878-3.